# Comuna Sopîci, Hluhiv
Sopîci (în ucraineană Сопич) este o comună în raionul Hluhiv, regiunea Sumî, Ucraina, formată din satele Potapivka și Sopîci (reședința).

## Demografie
Componența lingvistică a comunei Sopîci
     Rusă (95,9%)
     Ucraineană (4,1%)
Conform recensământului din 2001, majoritatea populației comunei Sopîci era vorbitoare de rusă (95,9%), existând în minoritate și vorbitori de ucraineană (4,1%).